# Сотник, Прасковья Яковлевна
Прасковья Яковлевна Сотник (1913 — неизвестно, Краснодарский край) — рабочая Насакиральского совхоза Министерства сельского хозяйства СССР, Махарадзевский район, Грузинская ССР. Герой Социалистического Труда (1951).

## Биография
Родилась в 1913 году в крестьянской семье в одном из сельских населённых пунктов современного Краснодарского края. С раннего возраста трудилась в сельском хозяйстве. После Великой Отечественной войны переехала в Грузинскую ССР. Трудилась на чайной плантации в бригаде Валериана Нацваладзе Насакиральского совхоза Мхарадзевского района, директором которого был Михаил Гварджаладзе. 
В 1950 году собрала 6020 килограмма зелёного чайного листа на площади 0,5 гектаров. Указом Президиума Верховного Совета СССР от 1 сентября 1951 года удостоена звания Героя Социалистического Труда за «получение в 1950 году высоких урожаев сортового зелёного чайного листа» с вручением ордена Ленина и золотой медали «Серп и Молот» (№ 6162).
Этим же указом званием Героя Социалистического Труда были награждены труженики Насакиральского совхоза Мария Тимофеевна Ивахнова, Ирина Артёмовна Ковалёва, Антонина Сергеевна Соболева, Лидия Терентьевна Топчиева и Елена Афанасьевна Фёдорова.
В последующем возвратилась в Краснодарский край. Дата смерти не установлена.